# Roque Nublo
Roque Nublo är en bergstopp i Spanien.   Den ligger i provinsen Provincia de Las Palmas och regionen Kanarieöarna, i den sydvästra delen av landet, 1 800 km sydväst om huvudstaden Madrid. Toppen på Roque Nublo är 1 813 meter över havet, eller 238 meter över den omgivande terrängen. Bredden vid basen är 2,4 km. Arean är 452 kvadratkilometer. Roque Nublo ligger på ögruppen Kanarieöarna.
Terrängen runt Roque Nublo är kuperad åt nordväst, men åt sydost är den bergig. Roque Nublo är den tredje höjden på ön Gran Canaria, efter Morro de la Agujereada med 1.956 meter, och Pico de las Nieves med 1.949 meter.  Runt Roque Nublo är det ganska tätbefolkat, med 149 invånare per kvadratkilometer. Närmaste större samhälle är San Bartolomé de Tirajana, 6,9 km sydost om Roque Nublo. 